# Fara

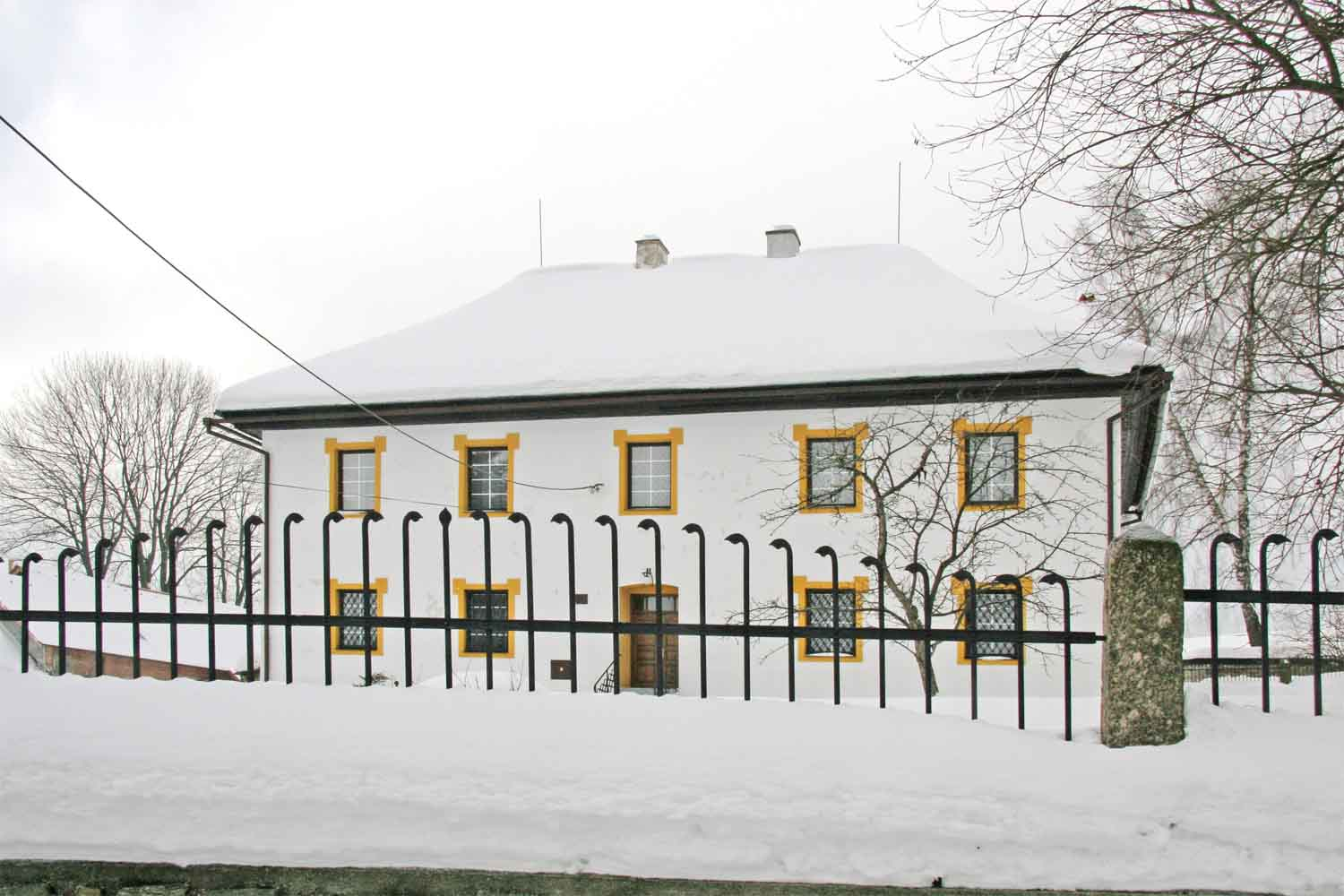
Památkově chráněná fara u kostela ve Svratce

Fara je obydlí a zároveň úřadovna faráře, úřední sídlo farnosti a případně i místo jejích dalších, zejména neliturgických aktivit. Jedná se mnohdy o nejdůležitější budovy v obci po kostele a rychtě. Na faře se zpravidla odehrávaly osudové okamžiky lidských osudů: domlouvaly se zde křtiny, ohlášky i pohřby. Do roku 1950 zde byly vedeny církevní farní matriky, do kterých se zapisovaly sňatky, narození a křty i úmrtí, tyto matriky byly pak převezeny do státních archivů. Křestní matriky vedou církve pro vlastní potřebu zpravidla dodnes.

## Charakteristika

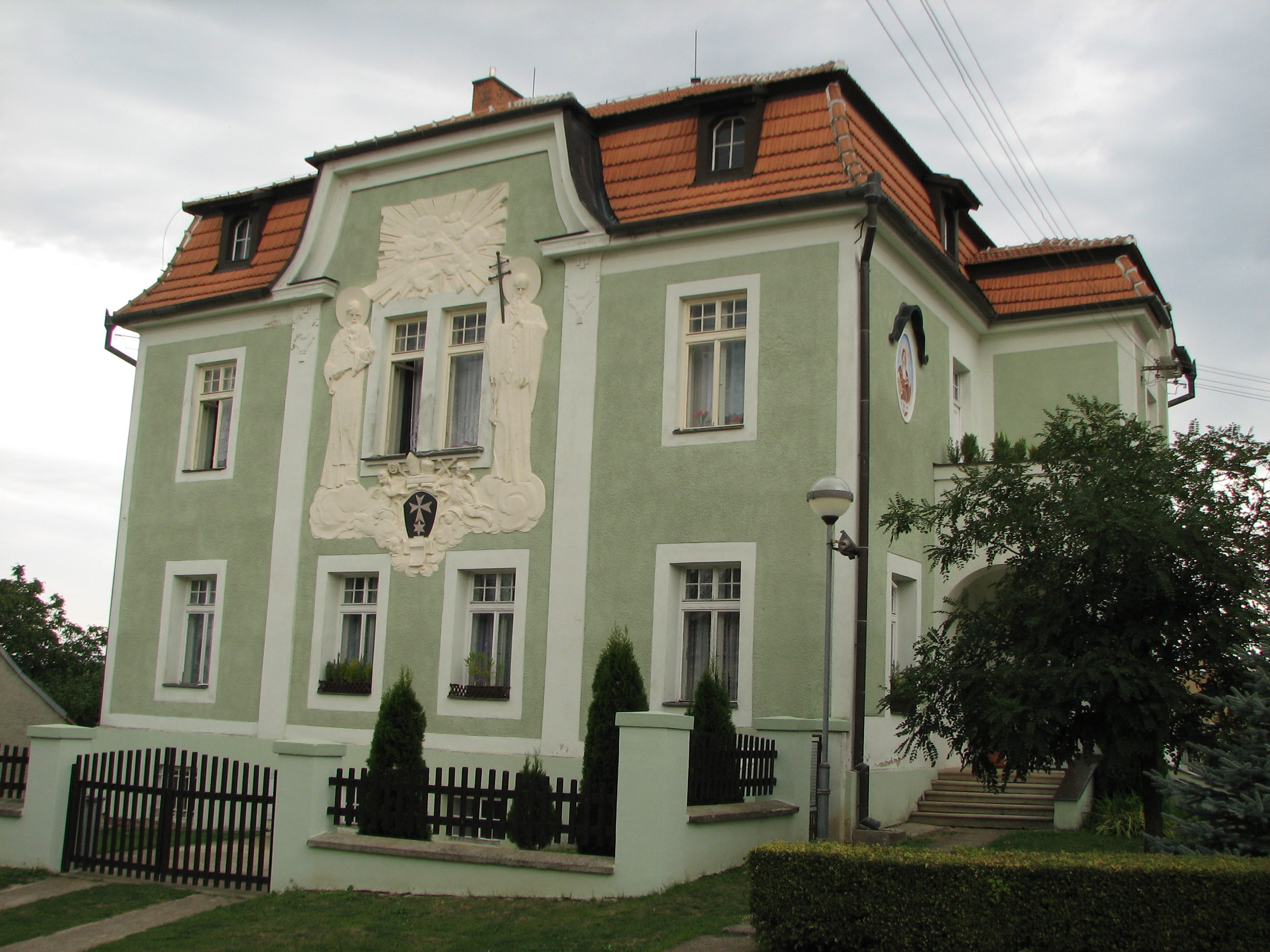
Secesní fara z roku 1908 ve Věteřově

Fary v českém prostředí jsou obvykle typické přízemní či patrové budovy, s mansardovou či valbovou střechou, která je odlišovala od hospodářských dvorů. Jedná se o reprezentativní sídla, která jsou i při někdy minimalistických rozměrech velmi dobře přizpůsobena pohodlnému bydlení i v dnešní době.
Od 18. století byla přibližně každá čtvrtá až pátá fara postavena větší a honosnější, s většími stájemi pro koně. Bylo to proto, aby církevní hodnostář, který se vydal na okružní inspekční cestu, se mohl zde ubytovat a mohli se ustájit jeho koně. V jedné větší, reprezentační místnosti se pak konaly porady, na které se dostavili kněží z okolí. Velikost hospodářského zázemí zpravidla odpovídá rozsahu farnosti, ale není nikdy jejím měřítkem. V chudých, podhorských oblastech byla i fara chudým bydlem, zato v úrodných, bohatých krajích byla i fara bohatá (vzdělanější vesničané měli zájem na tom, aby v jejich obci byla fara – farář byl nejvzdělanějším člověkem v obci a jen on mohl například připravit syna sedláka na studia). Drobné barokní zámečky, které tyto budovy připomínají, padaly ve druhé polovině 20. století za oběť zmaru celé společnosti a jestliže nezanikly úplně, pak prošly rozsáhlou úpravou. Nejlépe se dochovaly farní budovy v menších obcích, kde se správce farnosti udržel alespoň do 80. let, do doby, kdy již komunistický režim rezignoval na demolice či rozsáhlé přestavby, a fary chátraly až do následujícího tisíciletí.
Jaká byla podoba far v období gotiky, není známo. Díky husitským výpadům se prakticky žádná nedochovala, ačkoli mnoho farností bylo obnoveno. Nejvíce zástupců architektury tohoto druhu pochází z období baroka, méně již z renesance či klasicismu a úplnými výjimkami jsou pak novější eklektické či dokonce secesní budovy. Poslední jmenované vznikly zpravidla tam, kde došlo v této době k velkému nárůstu obyvatel jdoucích za průmyslem.
V důsledku mohutného odpadu od víry ve druhé polovině 20. století a s tím spojenými sníženými pastoračními potřebami, ale též z toho plynoucího nedostatku kněží, nejsou dnes mnohé fary, zvláště v Čechách, obsazeny. V rámci úsporných opatření bývají tedy mnohdy pronajímány, či dokonce odprodávány k obývání i podnikatelské činnosti. Oficiálně tak na svých stránkách činí již několik let diecéze plzeňská a českobudějovická. Oficiálně se k této praxi přihlásila i diecéze královéhradecká.[zdroj?]